# Cody O’Reilly
Cody O’Reilly (* 24. Januar 1988 in Santa Barbara) ist ein US-amerikanischer Radrennfahrer.
O’Reilly wurde im Bahnradsport dreimal US-amerikanischer Meister: 2009 im Zweier-Madison und im Omnium sowie 2010 in der Mannschaftsverfolgung.
Im Straßenradsport fuhr er von 2007 bis 2012  bei diversen UCI Continental Teams und gewann verschiedene Rennen des nationalen Rennkalenders der USA.

## Erfolge
2009
- US-amerikanischer Meister – Madison (mit Iggy Silva)
- US-amerikanischer Meister – Omnium

2010
- US-amerikanischer Meister – Mannschaftsverfolgung (mit Austin Carroll, Daniel Harm und Roman Kilun)

## Teams
- 2007 Kodakgallery.com-Sierra Nevada
- 2008 Successfulliving.com-Parkpre
- 2009 Bissell Pro Cycling
- 2010 Bissell
- 2012 Team Optum-Kelly Benefit Strategies